# Зрновско
Зрновско (алб. Zaroshkë) је насељено место у општини Пустец у округу Корча, Албанија. Према попису из 1989. године било је 322 становника.
Према бугарском географу и историчару, Василу Канчову, у Зрновском је 1900. године живело 250 Словена хришћана.